# 위성의 거주 가능성
위성 거주가능성은 자연 위성에 생명체가 자라나고 유지될 수 있는 가능성을 측정하는 것이다. 현재 태양계에는 생명이 있는 것으로 알려진 위성이 없다. 태양계의 생명체 거주가능 영역에는 달, 포보스, 데이모스가 있지만 이들 천체에는 액체나 대기가 없어 생명이 없을 것으로 생각된다. 몇몇 과학자들은 목성, 토성의 위성에 생명이 있을 것으로 생각한다.
현재 외계 위성은 하나도 발견되지 않은 상태이다.

## 조건

### 궤도 안정성
위성의 궤도가 안정하기 위해서 위성이 모행성을 공전하는 주기 Ps는 모행성이 항성을 공전하는 주기 Pp의 1/9이하여야 한다. 예를 들어 행성이 90일 주기로 항성을 돈다면 위성의 궤도가 안정한 공전주기는 10일이다. 시뮬레이션은 태양같은 모항성에서 1AU 떨어져서 공전하는 거대 목성형 행성이나 갈색왜성에 안전하게 묶여서 도는 위성의 공전 주기는 45에서 60일 이하여야 된다고 제안한다.

### 대기
대기는 생명이 출현하고 지속되기 위해 필수적이다. 태양계의 위성은 타이탄을 제외하고 대기가 없거나 옅다. 스퍼터링은 자연 위성에 치명적이다. 목성형 행성의 자기권에서 이동하는 입자가 지구형 위성의 대기를 수백만 년 만에 벗겨낼 수 있다. 화성과 같은 밀도를 갖는 위성을 가정할 때 46억년간 지구같은 대기를 유지하기 위해서는 지구 질량의 7%는 되어야 한다.
스퍼터링을 줄이는 방법은 위성이 강력한 자기장을 가지는 것이다. 갈릴레오 호는 큰 위성이 강한 자기장을 가질 수 있음을 보였다. 가니메데는 지구 질량의 2.5%밖에 안되는데도 지구와 같은 자기장이 관찰되었다.
한편, 위성의 대기가 표면에서 공급되는 경우 지속적으로 대기를 유지할 수 있다.

### 조석
목성형 행성이나 갈색 왜성의 위성은 조석 고정되어 있을 것으로 생각되며 하루는 공전 주기와 같다. 위성이 미치는 조석력이 모행성이 판 구조론을 유지하는데 필수적이라고 생각 되듯이 모행성의 조석력은 위성의 판 구조론을 일으킬 것이다. 이오의 경우 목성의 조석력에 의해 화산 활동이 일어나고 있다.

### 온도
조석적으로 고정된 위성계는 위성이 모항성에 조석 고정되어 공전한다고 가정하는 경우보다 생명의 거주에 더 적당할 것으로 생각된다. 적색 왜성계에서는 생명이 거주할만한 거리에 있는 행성은 모항성과 조석적으로 고정될 것인데 행성의 한쪽에 영원한 낮이나 밤이 지속되는 것보다 행성에 고정되어 위성이 지구보다 조금 더 긴 하루를 가지는 쪽이 더 유리하다고 생각된다.

## 태양계
조석 작용에 의해 지하에 액체의 바다가 있는 몇몇 위성과 탄화수소의 바다가 있는 타이탄에 생명체가 있을 수도 있다고 짐작하고 있다.
유로파에도 있을 것으로 짐작된다.